# Aiden Ashley
Pour les articles homonymes, voir Ashley.
Aiden Ashley, née le 28 février 1990 en Arizona, est une actrice pornographique américaine spécialisée dans les scènes lesbiennes.

## Biographie
Aiden Ashley a travaillé pour des studios tels que BabeVR, Brazzers ou Danni.com.
Elle se définit comme "vraiment bisexuelle".

## Distinctions
Nominations
- 2013 AVN Award - Best Boy/Girl Sex Scene : The Dark Knight XXX: A Porn Parody (avec Giovanni Francesco)
- 2013 AVN Award - Best Girl/Girl Sex Scene : Star Wars XXX: A Porn Parody (avec Kimberly Kane)
- 2013 AVN Award - Best Three-Way Sex Scene (G/G/B) : The Dark Knight XXX: A Porn Parody (avec Andy San Dimas & Derrick Pierce)
- 2013 XBIZ Award - Best Actress Parody Release : The Dark Knight XXX: A Porn Parody
- 2013 XBIZ Award - Best Scene All-Girl : Star Wars XXX: A Porn Parody (avec Kimberly Kane)
- 2012 AVN Award - Best Group Sex Scene : Orgy : The XXX championship (avec Kaci Starr, Liza Del Sierra, Marie McCray, Alan Stafford, Anthony Rosano, Asa Akira, Austin Matthews, Charlie Theron, Diana Doll, Evan Stone, Jaelyn Fox, Jeanie Marie, Ramon Nomar, Raven Alexis, Sean Michaels, Sophia Lomeli, Xander Corvus & Yuki Mori)
- 2012 AVN Award - Best New Starlet
- 2011 AVN Award - Best Solo Sex Scene : All By Myself

## Filmographie sélective
Le nom du film est suivi du nom de ses partenaires lors des scènes pornographiques.
- 2010 : Girl Crush 1 avec Zoe Voss
- 2010 : Ashlynn Brooke's Lesbian Fantasies 2 avec Sea J. Raw
- 2011 : Orgy : The XXX championship avec Asa Akira, Charlie Theron, Diana Doll, Jaelyn Fox …
- 2011 : Mother-Daughter Exchange Club 19 avec Nicole Moore
- 2012 : My First Lesbian Experience 2 avec Amia Miley
- 2012 : Lez-Mania avec Halie James
- 2013 : Joanna Angel: Kinky Fantasies avec Joanna Angel
- 2013 : Lesbian Adventures: Wet Panties Trib 4 avec Sinn Sage
- 2013 : Girls Kissing Girls 12 avec Dana Vespoli
- 2014 : Slumber Party 27 avec Lilith Lust et Samantha Nixon
- 2014 : Sapphic Explorations avec Livia Godiva
- 2015 : Lost In Her avec Elle Alexandra
- 2015 : Lesbian Love Stories 5: Girls Night Out avec Belle Noire
- 2016 : Girls, Girls, Girls avec Aubrey Star et Nikki Next
- 2016 : Lesbian Tutors 2 avec Prinzzess
- 2017 : Best Friends Or Lesbians avec Kimmy Granger et Selena Storm
- 2017 : Fashion Model avec Abigail Mac, Charlotte Stokely et Lily Rader
- 2018 : Lesbian Performers of the Year 2018 avec Jayden Cole
- 2018 : Pussy Lust avec Abigail Mac